# Gary Becker
Pour les articles homonymes, voir Becker.
Gary Stanley Becker, né le 2 décembre 1930 à Pottsville, en Pennsylvanie, et mort le 3 mai 2014 à l'hôpital Northwestern (en) de Chicago,,, est un économiste américain. Il est connu pour ses travaux visant à élargir le champ de l'analyse microéconomique à de nombreux comportements humains. Il a obtenu en 1992 le Prix de la Banque de Suède et en 2000 la National Medal of Science, haute distinction américaine. Il était professeur à l'université de Chicago, dans le département de sociologie et d'économie.
Il a notamment été parmi les premiers à modéliser la notion de capital humain. Ses travaux sur l'analyse économique de la criminalité ont été à la base du développement de l'analyse économique du droit, en influençant à la fois juristes et économistes. Ses travaux ont débouché sur une plus grande modélisation des comportements criminels dans une optique de rationalité.  Longtemps controversées, ses recherches sont aujourd'hui au fondement de la microéconomie. Il est aussi un des fondateurs de l'économie de la famille avec son ouvrage A Treatise on the Family (en) (Traité sur la famille, 1981).

## Biographie

### Jeunesse et études
Gary Becker a obtenu son Bachelor of Arts à l'université de Princeton en 1951, son doctorat à l'université de Chicago en 1955 sous la direction de H. Gregg Lewis. Sa thèse, intitulée The Economics of racial discrimination, qui sera par la suite publiée en 1957 sous le titre The Economics of discrimination explore des domaines jusque-là peu étudiés à l'aide des outils microéconomiques.  

### Parcours professionnel
Ayant obtenu son doctorat, il est recruté comme enseignant à l'université Columbia en 1957. Il y demeure jusqu'en 1968, date à laquelle il obtient un poste à l'université de Chicago.
Gary Becker est généralement considéré comme un conservateur en politique. Parallèlement à son travail universitaire, il a tenu entre 1985 et 2004, en alternance avec l'économiste de gauche Alan Blinder, un éditorial pour le journal BusinessWeek.
Hostile à la mise en place de législations visant à protéger l'environnement, il estime dans les années 1990 que « le droit du travail et la protection de l’environnement sont devenus excessifs dans la plupart des pays développés » et soutient que « Le libre-échange va réprimer certains de ces excès en obligeant chacun à rester concurrentiel face aux importations des pays en développement ».
À partir de 2004, il tient un blogue avec le juriste Richard Posner.
Gary Becker ne s'est jamais engagé en politique à l'exception de l'élection présidentielle de 1996 où il a été conseiller du candidat républicain Bob Dole.
L'économiste Justin Wolfers considère que Gary Becker est le chercheur en sciences sociales le plus important de la seconde moitié du XXe siècle.

## Travaux
La démarche de Gary Becker relève de ce que l'on a appelé l'impérialisme économique (c'est une appellation qu'il revendique explicitement), c'est-à-dire qu'il fait partie de ces économistes qui veulent appliquer l'analyse économique à beaucoup d'aspects de la vie sociale, et pas seulement ceux qui relèvent conventionnellement de l'économie. Il a cherché à étendre le modèle d'homme rationnel élaboré par les économistes pour expliquer divers aspects du comportement humain. Il s'est ainsi vu attribuer le Prix de la Banque de Suède en sciences économiques en mémoire d'Alfred Nobel pour avoir « étendu le domaine de l'analyse microéconomique à un vaste éventail de comportements et d'interactions humaines, y compris à des comportements qui ne relèvent pas du marché ». 
Il s'est efforcé de rendre compte de ce modèle dans quatre grands domaines : 
- l'investissement en capital humain ;
- la répartition des tâches et l'allocation du temps au sein de la famille ;
- la criminalité ;
- la discrimination sur le marché des biens et services.

### Travaux sur la discrimination
En 1957, avec son livre The Economics of discrimination, Becker introduit dans sa réflexion une variable de préférence pour la discrimination afin d'expliquer les gouvernements. Son hypothèse est que les individus augmentent souvent le coût de leurs transactions lorsqu'elles ont lieu avec une minorité qu'eux-mêmes discriminent. Sa théorie soutient que la concurrence réduit la discrimination observée sur le marché, car les entrepreneurs ayant une préférence forte pour la discrimination subiront les coûts les plus importants et seront éliminés du marché par les entreprises moins coûteuses (discriminant moins). La discrimination ne peut donc être, selon lui, au pire qu'un phénomène passager dans une économie de libre marché. 
Les recherches de Becker aboutissent à l'idée que lorsque les minorités représentent un très faible pourcentage de la population, une grande partie des coûts discriminatoires retombe sur cette minorité. Cependant, lorsque les minorités représentent un pourcentage plus large de la population alors ces coûts discriminatoires retombent à la fois sur la majorité et la minorité. Il a aussi été pionnier dans les recherches sur les prophéties autoréalisatrices touchant la relation salariale entre minorité et majorité. Ce type de relation menant alors à un sous-investissement dans les capacités de production et d'éducation des minorités.

### Travaux sur l'économie du crime
L'intérêt de Becker pour l'économie du crime est ancien. L'anecdote voudrait qu'en retard pour faire passer un examen, il voulut arbitrer entre payer une place de parking et perdre du temps ou se garer illégalement et risquer de payer une amende. Après un rapide calcul entre la probabilité d'être arrêté et de payer une amende et le coût de se garer « proprement », Becker décida rationnellement de choisir le « crime ». L'hypothèse de Becker est ici que les criminels font ces mêmes calculs rationnels. Cependant, une telle théorie allait contre les idées traditionnelles et admises à l'époque selon lesquelles le crime était le résultat d'un certain état de maladie mentale et de pression sociale. L'article fondateur de cette approche reste son article de 1968, « Crime and punishment: an economic approach » (JPE, n° 76).
Concédant que beaucoup d'individus agissent avec de fortes contraintes morales et éthiques, Becker note que les criminels agissent eux rationnellement dans les situations où les bénéfices de leurs crimes surpassent la probabilité d'arrestation, de condamnation et de peine de prison ou d'amende. Du point de vue de la politique publique, puisque le coût de l'augmentation d'une amende est marginal par rapport à celui de l'augmentation de la surveillance, on peut conclure que la meilleure politique (pour l'efficience) est de maximiser les amendes et de réduire la surveillance. Néanmoins, cette approche a ses limites (reconnues par Becker lui-même). La suite des recherches sur ce thème, menées par les élèves de Becker comme Isaac Ehrlich, ont cherché à raffiner le modèle et à calculer l'impact des mesures préventives et des amendes sur la prévention des crimes.

### Théorie du capital humain
Becker développa la théorie du capital humain peu après son arrivée à Columbia à la fin des années 1950, en collaboration avec l'économiste Jacob Mincer. La théorie de Becker, issue de son livre de 1964 Human capital: A theoretical and empirical analysis, a servi de base pour développer l'idée d'une possible augmentation du capital humain au cours du temps. Longtemps controversées, ces recherches sont aujourd'hui au fondement de la microéconomie, même de la démo-économie. Le choix d'investissement dans le capital humain (par les parents pour un enfant ou par l'individu lui-même) au regard des avantages et inconvénients de cet investissement est aujourd'hui une idée bien admise en économie.
Cependant, l'idée selon laquelle les différences de salaires s'expliquent par les différences de productivité résultant elles-mêmes des différences d'investissement en capital humain (ici, le coût des études : l'individu sacrifie une partie de sa vie qu'il aurait pu consacrer à un emploi) a été critiquée pour plusieurs raisons : 
- seul le niveau d'étude et la qualité de la formation reçue sont pris en compte. Becker ne s'attache pas à la taille de l’entreprise, aux syndicats, à la discrimination… ;
- cette théorie n'explique pas pourquoi certaines catégories d’individus investissent plus que d’autres en capital humain (les enfants d'ouvriers entreprennent en moyenne des études moins longues que les enfants de cadres, par exemple) ;
- d'autre part, elle repose sur l'hypothèse selon laquelle un investissement en formation permet d'accroître sa rentabilité (ce qui n'est pas l'avis de Michael Spence).

Les recherches de Becker ont traité des sujets comme l'impact de bonnes et mauvaises habitudes, la ponctualité, l'alcoolisme et l'usage des drogues, sur le capital humain. Il a étudié la différence des « retours sur investissement » pour différentes classes de la population et l'implication de cette variable pour les politiques macroéconomiques. Son travail a aussi porté sur la distinction entre investissement général et spécifique en matière d'éducation et le rôle de cet investissement sur le marché du travail.

### Allocation du temps
Après la sortie de son traité : Human capital: a theoretical and empirical analysis en 1964, Becker approfondit sa théorie du capital humain en y introduisant le temps comme ressource à allouer. Il publie en 1965 dans The Economic Journal son article « A Theory of the allocation of time ». Pour certains auteurs, ces deux publications marquent une rupture avec l'approche traditionnelle de l'économie du consommateur. Le consommateur devient alors producteur : il produit lui-même les biens non marchands qui lui procurent de la satisfaction, en combinant des biens marchands et du temps (par exemple, un repas est un bien non marchand issu de la combinaison de temps et d'ingrédients).

### Économie de la famille
Les idées de Becker sur ce sujet sont rassemblées dans son livre A Treatise on the family (dernière édition en 1991). Ses recherches sur le capital humain ont mené Becker à s'intéresser au rôle de la famille dans la formation de ce capital. Ainsi, le marché du mariage, le divorce, le taux de fécondité sont devenus des variables que l'on peut expliquer grâce à ce modèle. Pour lui, les décisions touchant ces comportements peuvent être expliquées dans le cadre conceptuel des coûts et gains marginaux. Par exemple, un de ces résultats est que les couples riches ont des coûts de divorce plus élevés et donc un taux de divorce plus faible.
Un des centres d'intérêt de Becker est l'impact de salaires réels élevés sur la « valeur du temps » et donc sur les coûts de la production domestique, comme l'éducation des enfants. Comme les femmes ont augmenté leur investissement en capital humain et entrent davantage sur le marché du travail, le coût d'opportunité de l'éducation d'un enfant augmente. De plus, l'augmentation de la profitabilité de l'éducation (en tant qu'investissement) élève le désir de fournir à ses enfants une éducation coûteuse. La conséquence de ces deux phénomènes est un taux de natalité plus bas.
Becker introduisit également le théorème de l'enfant gâté. Il montre que si le chef de famille est altruiste à l'égard des autres membres de la famille, alors il est rationnel pour les autres membres de la famille, supposés égoïstes, de se comporter comme s'ils étaient eux-mêmes altruistes, et agissaient de telle sorte à maximiser le revenu global de la famille (et non le leur directement).
Un problème plus controversé encore est la conclusion de Becker selon laquelle les parents agissent souvent de façon altruiste à l'égard d'enfants égoïstes en investissant grandement dans leurs enfants afin de se prémunir au moment de la vieillesse. Becker voit en effet que le taux de rendement de l'investissement dans ses enfants est plus élevé que ceux des placements retraites habituels. Cependant, les parents ne peuvent pas être sûrs que l'enfant en question prendra soin d'eux plus tard. Puisqu'ils ne peuvent pas forcer juridiquement l'enfant à prendre soin d'eux plus tard, ils utilisent souvent le levier de la manipulation en instillant le sens de la « faute » à leurs enfants, de l'obligation et de l'amour filial. Cela agit certes indirectement mais très efficacement pour forcer les enfants à aider leurs parents au moment de la retraite. Becker, en poursuivant son raisonnement, a vu dans la sécurité sociale un ennemi possible de la famille, en ce qu'elle peut distendre ces liens par la suppression des incitations faites aux parents d'agir de façon altruiste avec leurs enfants.

### Critiques
Les analyses de Gary Becker sont basées sur l’hypothèse selon laquelle les acteurs se comporteraient de manière rationnelle dans presque toutes les situations et ils chercheraient tous, dans tous les domaines de la société, à maximiser l’utilité de leurs actions afin de satisfaire au mieux leurs intérêts individuels égoïstes. L’ensemble des comportements humains, y compris ceux dits « altruistes », pourraient donc être traduits en termes économiques, et l’ensemble des relations sociales pourraient être vues comme des « contrats » bénéfiques en termes d’utilité. Cette généralisation de l’anthropologie néoclassique (homo oeconomicus) à l’ensemble de la pratique humaine pose problème puisqu’elle évacue les implications sociologiques et anthropologiques des questions (humaines et sociales) posées. Le système d’analyse de Becker est « économiciste », c’est-à-dire qu’il tend à tout expliquer (notamment les valeurs et les sentiments) par des concepts économiques, simplifiant ainsi illégitimement, selon certains chercheurs, la complexité du social.
En ce qui a trait aux relations sociales, l’école durkheimienne insiste sur les dimensions non-contractuelles (càd. sociales) des échanges et des contrats. L’économiste et sociologue Alain Caillé abonde dans ce sens. Selon ce dernier, l’échange ne serait pas un acte individuel, mais un processus encastré dans le social (avec notamment des normes, une nécessité de coopérer et d’avoir confiance en l’autre). Plus encore, l’intérêt ne serait pas le seul ressort des contrats et des échanges : « dans l’action sociale, certes il entre du calcul et de l’intérêt, matériel ou immatériel, mais il n’y a pas que cela », selon Caillé. C’est la part non calculée et désintéressée des contrats qui permet leur réussite. L’auteur soutient donc que l’action est liée à des motivations plurales qui, s’enchevêtrant, excèdent le seul cadre de l’intérêt égoïste ; l’homme peut parfois se comporter de manière purement égoïste, mais cela est loin d’être une règle selon lui. Les études réalisées depuis quarante ans par les chercheurs du Mouvement Anti-Utilitariste des Sciences Sociales (M.A.U.S.S.), dont Caillé est le cofondateur, tendent à confirmer ces constats. Une revue semestrielle fait écho à ces recherches et rend compte des dimensions non-économiques des rapports sociaux, s’opposant ainsi explicitement ou non aux conclusions de Becker.
L’approche économiciste de Becker n’est d’ailleurs pas étayée par une base épistémologique solide. L’économiste Robert H. Nelson explique dans son livre Economics as Religion que le modèle de l’acteur rationnel cherchant à maximiser son intérêt personnel est un postulat infondé, sinon un « credo ». La « loi de l’intérêt égoïste » qui est au cœur des théories de Becker est une prémisse infalsifiable, tautologique et, somme toute, largement inquestionnée par Becker. Nelson affirme à cet égard que, loin d’être une simple explication des phénomènes sociaux, les discours de Becker incarnent pleinement le projet normatif du néo-libéralisme.
Certains spécialistes des sciences sociales dénoncent en outre l’utilisation inappropriée de métaphores économiques pour décrire l’ensemble des faits sociaux, suggérant que cela pourrait avoir des implications politiques. L’utilisation excessive de ces métaphores aurait pour conséquence d’encourager et de généraliser une analyse économiciste de la société. À terme, cette vision particulière aurait pour effet de naturaliser un certain fonctionnement de la société et d’asseoir l’idéologie néolibérale (économie généralisée). 

## Publications

### En français
- Stanley Becker, Le Capital humain, une analyse théorique et empirique de Gary, Encyclopaedia Universalis, coll. « Les Fiches de lecture d'Universalis », 2015 (ISBN 9782852294677)

### En anglais
- Gary S. Becker (1957, 1971, 2e éd.). The Economics of Discrimination. Chicago, University of Chicago Press.  (ISBN 0-226-04115-8).  UCP descr
- Gary S. Becker (1964, 1993, 3e éd.). Human Capital: A Theoretical and Empirical Analysis, with Special Reference to Education. Chicago, University of Chicago Press.  (ISBN 978-0-226-04120-9).  (UCP descr)
- Gary S. Becker (1965) « A Theory of the Allocation of Time ». Economic ]ournal 75 (299), pp. 493-517.
- Gary Becker (1968). « Crime and Punishment: An Economic Approach ». The Journal of Political Economy 76: 169-217.
- Gary S. Becker (1981, 1991, Enlarged ed.). A Treatise on the Family. Cambridge, MA, Harvard University Press.  (ISBN 0-674-90698-5).  (HUP descr.)
- Gary S. Becker (1992). « The Economic Way of Looking at Life » (Nobel Prize Lecture).
- Gary Becker (1995), « Augmenter le salaire minimum, c'est augmenter le chômage. (Article) »
- Becker, Gary S. (1996). Accounting for Tastes. Part I: Personal Capital; Part II: Social Capital. Cambridge, MA: Harvard University Press.  (ISBN 0-674-54357-2).  (HUP descr)
- Gary Becker et H. Gregg Lewis (1973). « On the Interaction between the Quantity and Quality of Children ». The Journal of Political Economy 81: S279-S288.
- Gary S. Becker et Gilbert Ghez (1975). The Allocation of Time and Goods Over the Life Cycle. New York, Columbia University Press.  (ISBN 0-87014-514-2).
- Gary Becker et George J. Stigler (1977). « De Gustibus Non Est Disputandum ». The American Economic Review 67: 76-90.
- Gary Becker et Kevin M. Murphy (1988). « A Theory of Rational Addiction ». The Journal of Political Economy 96: 675-700.
- Gary Becker, Accounting for tastes, Cambridge, Massachusetts, Harvard University Press, 1996 (ISBN 9780674543560, lire en ligne)
- Gary Becker et Guity Nashat Becker, The economics of life: from baseball to affirmative action to immigration, how real-world issues affect our everyday life, McGraw-Hill, 1997 (ISBN 9780070067097, lire en ligne )
- Gary Becker et Kevin M. Murphy, Social economics market behavior in a social environment, Belknap Press of Harvard University Press, 2000 (ISBN 9780674011212)

## Distinctions

### Prix
- 1967 : Médaille John-Bates-Clark
- 1991 : Prix Adam Smith (de)
- 1992 : Prix de la Banque de Suède en sciences économiques en mémoire d'Alfred Nobel[6]
- 1995 : Lord Foundation Award[19].
- 1997 : Prix Irene B. Taeuber pour l'excellence en recherche démographique de la Population Association of America (en)[19]
- 2000 : National Medal of Science[20]
- 2000 : Prix Phoenix de l'Université de Chicago[19]
- 2003 : Hayek Award[19]
- 2003 : Hall of Honor du National Institute of Child Health and Human Development (en)[21]
- 2004 : Prix John von Neumann
- 2007 : médaille présidentielle de la Liberté[6]

### Sociétés savantes
- 1964 : Membre distingué de la American Economic Association[19]
- 1965 : Fondateur de la National Academy of Education (en)
- 1967 : Membre de la Société d'économétrie[22]
- 1972 : Membre de l'Académie américaine des arts et des sciences
- 1975 : Membre de la National Academy of Sciences
- 1986 : Membre de la Société américaine de philosophie
- 1997 : Membre de l'Académie pontificale des sciences depuis le 3 mars 1997[19]
- 2000 : Correspondant étranger de la National Academy of Sciences of Argentina (en)
- Membre de la Société du Mont-Pèlerin
- Membre de la Société américaine de statistique[23]

### Doctorathonoris causa
Gary Becker a obtenu une multitude de doctorats honoris causa : 
- 1985 : Université hébraïque de Jérusalem, en Philosophie
- 1985 : Knox College en Lettres
- 1988 : Université de l'Illinois à Urbana-Champaign de Chicago en Arts
- 1990 : Université d'État de New York à Stony Brook en Sciences
- 1991 : Université de Princeton en Lettres humaines
- 1993 : Université de Palerme en Philosophie
- 1993 : Université de Buenos Aires en Philosophie
- 1995 : École des hautes études commerciales de Varsovie Scientiarum Oeconomicarum
- 1995 : École supérieure d'économie de Prague
- 1995 : Université de Miami
- 1995 : Université de Rochester en Sciences
- 1997 : Université Hofstra en Lettres humaines
- 1999 : Université d'Aix-Marseille en Lettres humaines
- 2002 : Université nationale et capodistrienne d'Athènes
- 2003 : Université Harvard en Lettres[24]
- 2005 : Université Hitotsubashi